# Stephen Prina
Stephen Prina, né en 1954 à Galesburg, est un artiste contemporain américain. Il vit et travaille à Los Angeles.
Les tableaux, installations et performances (musicales) de cet artiste prennent souvent comme matériau de départ des représentations irrévocables, à savoir des œuvres d'art ou des compositions musicales. Les différents niveaux de sens de ses œuvres n'apparaissent souvent qu'à travers toute une série de références et d'influence inhérentes à l'histoire de l'art ou à l'histoire tout court.